# Badersdorf
Badersdorf (maďarsky Pöszöny) je obec v okresu Oberwart, ve spolkové zemi Burgenland v Rakousku. V lednu 2015 zde žilo 293 lidí.

## Poloha, popis
Obec se rozkládá v jižní části Burgenlandu. Rozloha obce je 8,64 km² a nadmořská výška je zhruba 270 m.
Středem obce protéká říčka Pinka. V jižní části území jsou rozsáhlé lesy.
Při východním okraji území prochází silnice B56. Obec je vzdálena od okresního města 19 km.

## Historie
První písemná zpráva o obci je z roku 1221. Před koncem 19. století a na začátku 20. století byla obec součástí Maďarska. Po ukončení 1. světové války, na základě Mírové smlouvy ze St. Germain a Trianonu, se obec stala součástí nově vzniklého Burgenlandu v Rakousku. Od roku 1993 je Badersdorf samostatnou obcí.